# Chris Megaloudis
Chris Megaloudis est un footballeur international portoricain né le 4 mai 1984 à New York (États-Unis). Il joue au poste d'attaquant.

## Biographie
Chris Megaloudis évolue en club aux États-Unis, à Porto Rico, et en Serbie. Avec l'équipe des Red Bulls de New York, il joue un match en MLS lors de la saison 2008.
Il reçoit sa première sélection en équipe de Porto Rico le 16 janvier 2008, en amical contre les Bermudes (victoire 0-2). Il inscrit son premier but dix jours plus tard, en amical contre Trinité-et-Tobago (2-2). Le 2 octobre 2010, il est l'auteur de son premier doublé en équipe nationale, contre Anguilla, lors de la Coupe caribéenne des nations] (victoire 3-1).

## Statistiques

### Buts en sélection
| Buts en sélection de Chris Megaloudis | Buts en sélection de Chris Megaloudis | Buts en sélection de Chris Megaloudis            | Buts en sélection de Chris Megaloudis | Buts en sélection de Chris Megaloudis | Buts en sélection de Chris Megaloudis | Buts en sélection de Chris Megaloudis |
|                                       | Date                                  | Lieu                                             | Adversaire                            | Score                                 | Resultat                              | Competition                           |
| ------------------------------------- | ------------------------------------- | ------------------------------------------------ | ------------------------------------- | ------------------------------------- | ------------------------------------- | ------------------------------------- |
| 1.                                    | 27 janvier 2008                       | Estadio Juan Ramón Loubriel, Bayamón, Porto Rico | Trinité-et-Tobago                     | 2-0                                   | 2-2                                   | Match amical                          |
| 2.                                    | 15 juin 2008                          | Estadio Juan Ramón Loubriel, Bayamón, Porto Rico | Honduras                              | 2-0                                   | 2-2                                   | Éliminatoires coupe du monde 2010     |
| 3.                                    | 2 octobre 2010                        | Estadio Juan Ramón Loubriel, Bayamón, Porto Rico | Anguilla                              | 1-0                                   | 3-1                                   | Coupe caribéenne des nations 2010     |
| 4.                                    | 2 octobre 2010                        | Estadio Juan Ramón Loubriel, Bayamón, Porto Rico | Anguilla                              | 3-0                                   | 3-1                                   | Coupe caribéenne des nations 2010     |
| 5.                                    | 6 octobre 2010                        | Estadio Juan Ramón Loubriel, Bayamón, Porto Rico | Îles Caïmans                          | 1-0                                   | 2-0                                   | Coupe caribéenne des nations 2010     |
| 6.                                    | 24 octobre 2010                       | Grenada National Stadium, Saint-Georges, Grenade | Guadeloupe                            | 1-3                                   | 2-3                                   | Coupe caribéenne des nations 2010     |

NB : Les scores sont affichés sans tenir compte du sens conventionnel en cas de match à l'extérieur (Porto Rico-Adversaire)